# Gütersloh
Gütersloh település Németországban, azon belül Észak-Rajna-Vesztfália tartományban. Lakosainak száma 102 464 fő (2023. december 31.). Gütersloh Steinhagen, Bielefeld, Verl, Rietberg, Rheda-Wiedenbrück, Herzebrock-Clarholz és Harsewinkel községekkel határos.

## Népesség
A település népességének változása:
| Lakosok száma | 77 128 | 99 315 | 100 194 | 100 194 | 101 158 | 102 393 | 102 464 |
|               | 1975   | 2017   | 2018    | 2019    | 2021    | 2022    | 2023    |